# Ruben de Carvalho
Ruben Luís Tristão de Carvalho e Silva (Lisboa, 21 de julho de 1944 — Lisboa, 11 de junho de 2019) foi um político, programador cultural, historiador e jornalista português. Foi opositor ao Estado Novo, dirigente do Partido Comunista Português, Deputado à Assembleia da República, vereador da Câmara Municipal de Lisboa e o criador do maior evento político partidário em Portugal, a Festa do Avante!, em 1976.
Chefe de redação da ‘Vida Mundial’ na década de 60 e do semanário ‘Avante!’ entre abril de 1974 e 1995, e cronista em vários jornais.
A 24 de maio de 1995, foi agraciado com o grau de Comendador da Ordem do Infante D. Henrique.

## Atividade política
Foi membro da direção da comissão pró-associação dos estudantes do ensino liceal e a da Faculdade de Letras, na década de 60.

### Campanha por Humberto Delgado
Com apenas 14 anos, foi membro da comissão juvenil de apoio à candidatura de Humberto Delgado às eleições presidenciais, no ano de 1958.
Foi preso pela PIDE seis vezes, a primeira das quais em 1961, aos 16 anos, a última 18 dias antes do 25 de Abril de 1974. Foi o último membro vivo do Comité Central do PCP a ter sido preso às ordens de Salazar.

### Militante do PCP
Aderiu ao PCP em 1970. Foi eleito para o comité central em 1997. Integrou também vários órgãos executivos do comité central: comissão executiva (1990-1992) e conselho nacional (1992-1996).